# Saint-Pierre-Laval
Saint-Pierre-Laval – miejscowość i gmina we Francji, w regionie Owernia-Rodan-Alpy, w departamencie Allier.

## Demografia
Według danych na rok 1990 gminę zamieszkiwało 416 osób, a gęstość zaludnienia wynosiła 17 osób/km². W styczniu 2015 r. Saint-Pierre-Laval zamieszkiwały 382 osoby, przy gęstości zaludnienia wynoszącej 15,6 osób/km².